# Maison juive

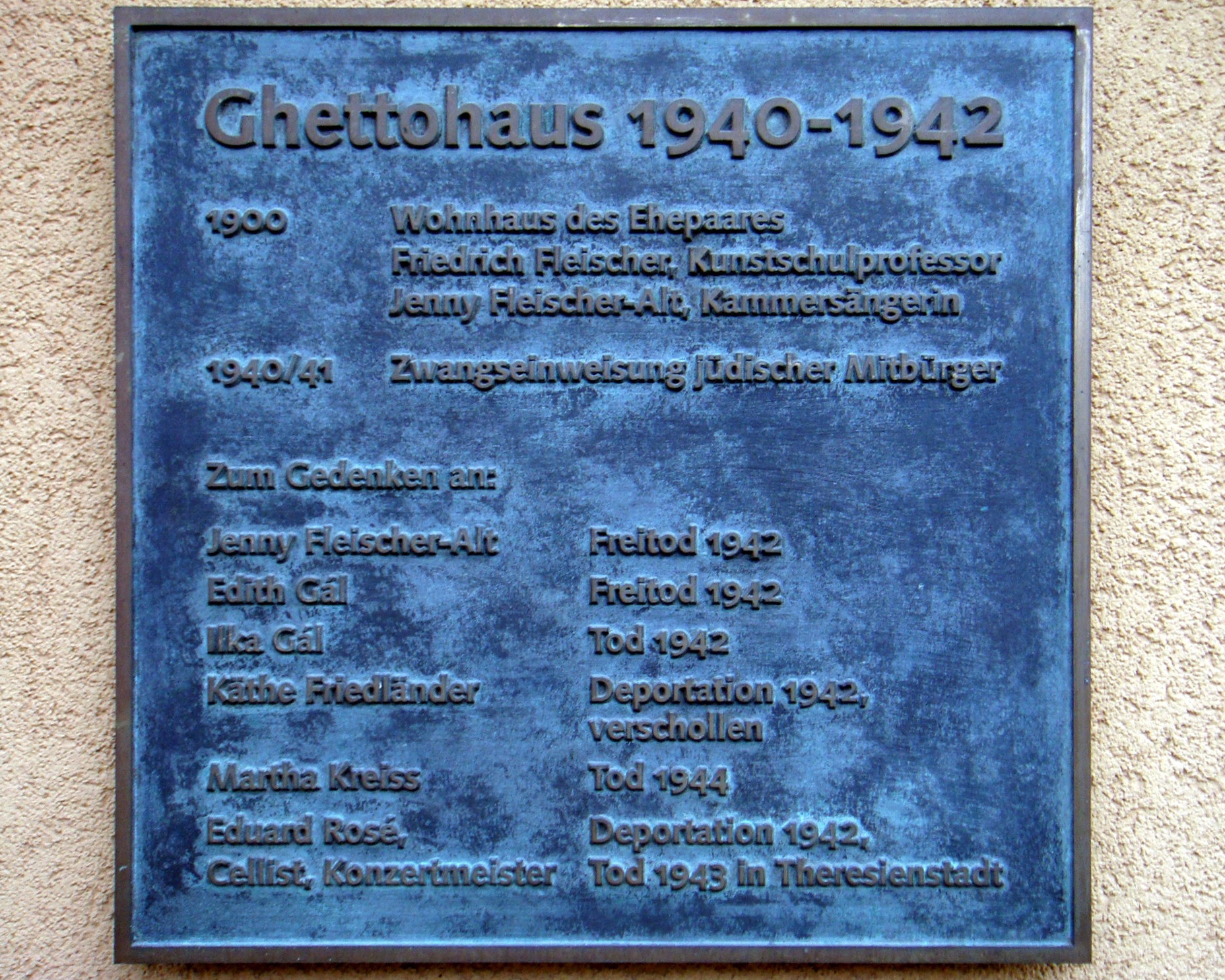
Plaque commémorative, Weimar, Belvederer Allee 6.

Dans le vocabulaire administratif du régime national-socialiste des travailleurs allemands le terme « maison juive » (en allemand : Judenhaus) désigne des habitations ayant appartenu auparavant à des Juifs et dans lesquelles étaient logés de force des locataires et des sous-locataires de « race juive » tels que définis dans le 5e chapitre de la 1re ordonnance de la loi de citoyenneté du Reich du 14 novembre 1935. Ce à l‘exception des cas privilégiés concernant les mariages mixtes.  
Des logements furent ainsi libérés pour la population de « pure race allemande » au détriment des Juifs. Ce regroupement a facilité la ségrégation envers les Juifs ainsi que leur contrôle et empêché les relations de voisinage entre Juifs et allemands.
Le terme administratif Judenhaus est issu de la langue parlée du Troisième Reich. De nos jours, en Allemagne, le terme de Ghettohaus se substitue au terme nazi.

## L'assouplissement des lois sur la protection des locataires

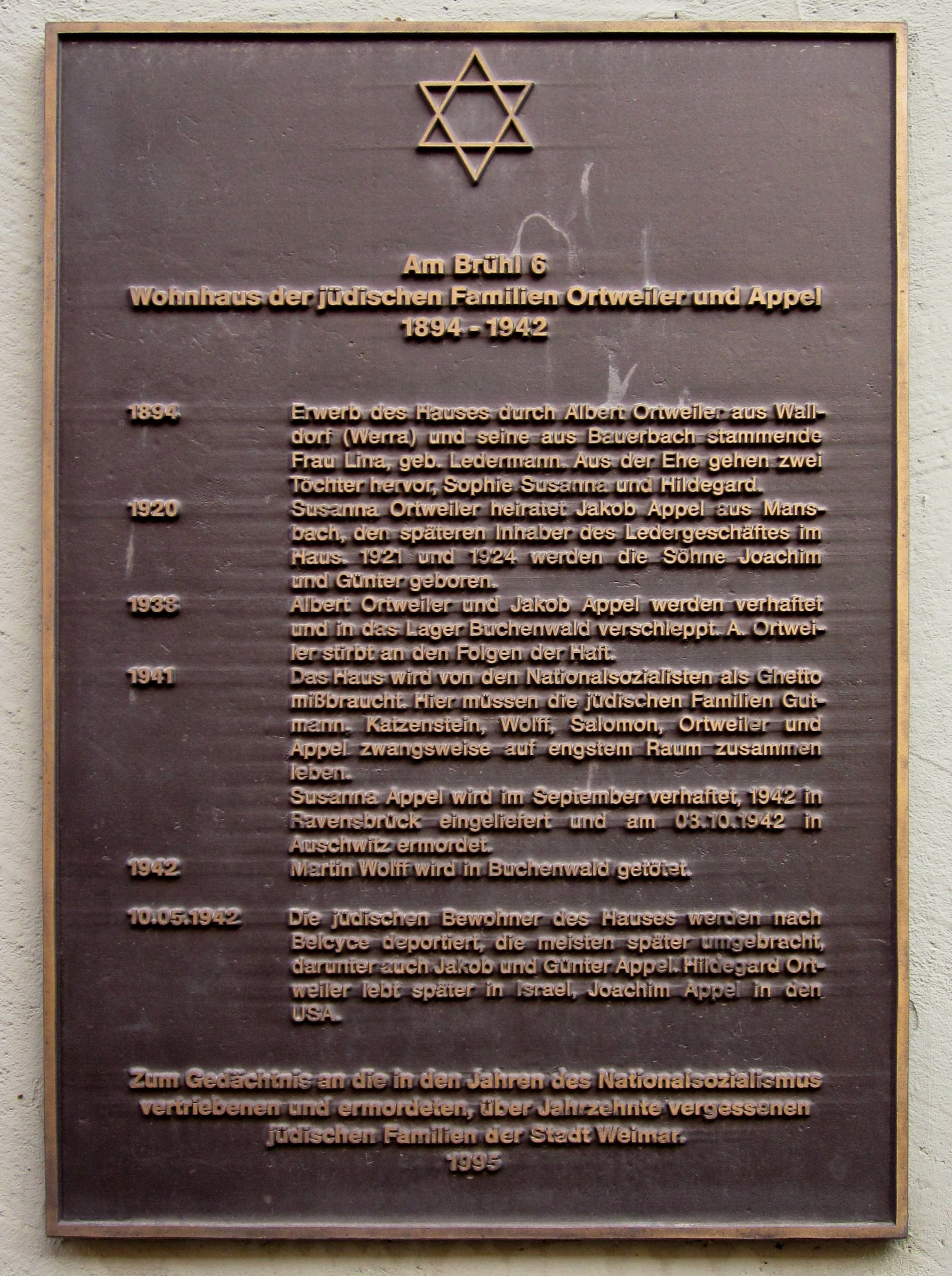
Plaque commémorative sur la Maison de Brühl 6 à Weimar.

L’ordonnance concernant l’utilisation de la fortune des Juifs du 3 décembre 1938 obligeait les propriétaires juifs à vendre leurs biens immobiliers. Hermann Göring précisa cependant le 28 décembre 1938 que l’aryanisation des entreprises et des magasins était la priorité absolue et que l’aryanisation des biens immobiliers n‘interviendrait qu‘en suite dans le plan d’aryanisation totale. On voulait en effet : « dans certains cas et dans la mesure du possible au regroupement des Juifs dans une maison, si les contrats de location le permettait. »
La loi régissant  les contrats de location avec les Juifs du 30 avril 1939 assouplissait la protection des locataires juifs. Les commentaires juridiques sur les droits spéciaux d’habitation pour les Juifs expliquent que « Il va à l’encontre du sens de la justice des nationaux-socialistes si les citoyens allemands doivent habiter sous le même toit que les Juifs. » (« Es widerspricht nationalsozialistischem Rechtsempfinden, wenn deutsche Volksgenossen in einem Hause mit Juden zusammenleben müssen. »).
Les propriétaires de race allemande pouvaient résilier le contrat de locataires juifs s'il existait pour eux un logement de remplacement. La durée contractuelle d'un bail prolongé pouvait être ramenée aux délais légaux. Les propriétaires juifs ne pouvaient pas refuser de prendre d’autres juifs en sous-location. Les autorités municipales pouvaient décider du contrat de location et du prix du loyer. 
Par anticipation, une ordonnance sur le réaménagement de Berlin, capitale du Reich, et de Munich, capitale du nazisme  du 8 février 1939 obligeait à déclarer tout logement juif vacant à Berlin et à Munich dans le but de le mettre à la disposition de locataires de race allemande. Comme les efforts d’hébergements collectifs dans les grandes villes Berlin, Munich et Vienne ne suffisaient pas, la protection des locataires et sous-locataires juifs fut à nouveau assouplie le 10 septembre 1940, pour les cas où le bâtiment était passé en possession d’un propriétaire « aryen », ou était géré par la communauté juive ou par l’association des Juifs d’Allemagne.

## Placement forcé et conditions de logement
Après le pogrom de novembre 1938, Hermann Göring voulait procéder à l’aménagement de ghettos. Mais Reinhard Heydrich considérait qu’il était difficile d’y établir une surveillance policière. Il recommanda de placer les Juifs dans des maisons juives et « comptait sur l’œil vigilant du reste de la population ».
À partir de l’automne 1939 (avant cette date à Vienne et dans le territoire des Sudètes), mais aussi bien plus tard à partir de 1942 à Hambourg par exemple, tous les Juifs ayant obligation de porter l’étoile jaune furent logés, souvent très à l‘étroit, dans des maisons juives sur ordre de la gestapo et en partie avec la participation forcée de l’association des Juifs d’Allemagne. L’association des Juifs d’Allemagne avait hérité de nombreux bâtiments parce que les petites communautés juives soit ne pouvaient plus financer leur entretien, soit parce qu‘elles avaient été dissoutes. Très souvent les Juifs étaient logés de force dans ces locaux réaménagés sommairement en habitation alors qu‘ils n‘étaient pas conçus pour cela : jardins d’enfants ou écoles, maisons de retraite, hôpitaux, bureaux et salles de réunion, lieux de prière et chapelles de cimetière.
Outre des raisons idéologiques ces mesures répondaient à un intérêt tangible : la crise générale du logement  ne faisait que s’aggraver en raison des attaques aériennes. Ainsi à l’automne 1941 la centrale de la Gestapo de Düsseldorf ordonna le regroupement de plusieurs familles juives dans le même logement. « Et il allait de soi de ne laisser aux Juifs que les logements les plus insalubres et en plus mauvais état. » De la sorte on libérait des logements pour la population allemande sans causer une charge financière  pour le Reich ou pour les communes. Cependant les habitations ne devaient en aucun cas être en voisinage direct (interdiction des ghettos).

À Hambourg, fin 1941, plus de 1 000 logements avaient déjà été détruits par les bombes. Une note confidentielle précise : 
« le plan de départ qui consiste à rassembler les Juifs à plusieurs endroits de la ville a été abandonné. Désormais le Führer a décidé, sur la demande du gouverneur du Reich, que les Juifs résidents, excepté les vieillards et les malades, soient évacués vers l’Est. […] Cette mesure devrait permettre de libérer environ 1 000 logements. »

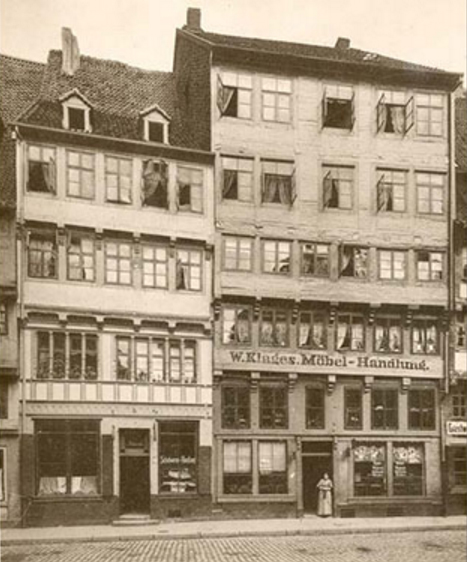
Le « Judenhaus » Knochenhauerstraße 61 (à gauche).
Photo de 1898, le Bildarchiv, musée historique de Hanovre.

À Hanovre l’opération de déplacement fut achevée dès le mois de septembre 1941. Près de 1 500 Juifs étaient entassés dans quinze bâtiments , dans des habitations classiques mais aussi dans des anciens bureaux, dans une salle communale servant d’école, et à l‘hôpital israélite. 
À Brunswick il a existé des maisons juives de 1939 jusqu’à mi, voire fin, 1943. Par la suite on n’y rencontre plus de Juifs. Soit ils avaient fui, soit ils avaient été déportés, soit ils étaient morts.
À Hambourg, à partir d’avril 1942, tous les porteurs de l’étoile jaune qui n’avaient pas encore été déportés furent placés de force dans des maisons juives et à partir de 1943 également tous les partenaires non privilégiés des mariages mixtes. À partir de 1943, dans certains Reichsgaue, les partenaires privilégiés des mariages mixtes durent à leur tour habiter dans des maisons juives.
À Hambourg les locataires avaient droit de six à huit m² par personne. À Hanovre en 1941 un employé de l’association des Juifs en Allemagne faisait état dans son rapport : « lit contre lit, pas de passage entre. […] Ni tables ni chaises en raison du manque de place. […] Moins de 3 m2 de surface au sol. » Victor Klemperer dans ses notes sur une maison juive à Dresde : « Cohns, Stühlers, nous. Salle de bain et WC en commun. Cuisine en commun avec les Stühlers, uniquement avec une séparation au milieu. Un point d’eau pour les trois familles […] C’est presque déjà une vie de baraque. On se marche les uns sur les autres, on se bouscule. »
Sur ordre de l’office central de la sécurité du Reich, les maisons juives devaient être signalées par une étoile de David noire sur la porte d’entrée et étaient placées sous le contrôle de la gestapo. Dans son journal Klemperer rapporte des perquisitions à caractère de pogrom, racontées par d’autres ou vécues par lui-même, au cours desquelles les agents de la gestapo maltraitaient les habitants : insultes, crachats, gifles, coups de pied, brutalité physique et vol de leurs biens. « Au lever : C’est aujourd’hui qu’ils viennent ? Pendant la toilette… où cacher le savon s’ils arrivent ? Au petit déjeuner : tout sortir de la cachette, tout remettre dans la cachette. […] On sonne à la porte… c’est le courrier ou c’est eux ? »

## Les prévisions pour Berlin
À partir de janvier 1941 et plus encore à partir de fin 1941, de nombreux Juifs durent quitter leur logement pour libérer de la surface habitable pour les déménagements de la population aryenne car la capitale du Reich devait être largement réaménagée selon les plans de l’inspecteur général des bâtiments Albert Speer. On parle de plus de 5 000 logements Juifs pour le seul mois d’août 1941.
Parallèlement à l’obligation du port de l’étoile jaune le ministère du Reich à l’éducation du peuple et de la propagande (Reichpropagandaministerium), dirigé par Goebbels, avait décidé, en août 1941, de chasser plus de 70 000 juifs de leur logement et de les regrouper dans des baraquements. Ce plan ne fut pas réalisé en raison des premières déportations des Juifs de l’Allemagne nazie vers Lodz, Minsk et Riga ; et, par la suite, de nombreux Juifs furent encore évacués de force et regroupés.

## Les hébergements collectifs de Vienne
Le système de l’aryanisation de la propriété résidentielle pratiqué en Autriche est largement illustré par l’exemple de la maison d’habitation, et en particulier de l’appartement, de Sigmund Freud au 19 de la Berggasse à Vienne.

## En Hongrie
Les Allemands occupèrent la Hongrie en mars 1944 et à partir de mai 1944 l’administration communale hongroise encore en place regroupa les juifs du district de Fejér dans des propriétés juives reconnaissables à l’étoile jaune.